# Da Band
Da Band var en amerikansk hiphop-grupp som sattes samman av P. Diddy i tv-serien Making the Band 2. Deras debutalbum, Too Hot for TV, släpptes i september 2003.
Da Band splittrades i finalen i säsong tre, då P. Diddy löste upp gruppen.

## Medlemmar
- Sara Stokes (f. 1 juni 1974) - R&B-sångare från Port Huron, Michigan
- Dylan Dilinjah (f. Dylan John 8 februari 1980) - reggae-sångare från Brooklyn
- Chopper "Young City" (f. Kevin Barnes 1987) - MC från New Orleans
- Babs (f. Lynese Wiley 1979) - MC från Brooklyn
- E. Ness (f. Lloyd Mathis 1977) - MC från Philadelphia
- Freddy P (f. Frederick Watson 1981) - MC från Miami

## Diskografi
Album
- 2003 - Too Hot for TV (#2 på Billboard 200, #1 på Billboard Top R&B/Hip-Hop Albums)

Singlar
- 2003 - Bad Boy This, Bad Boy That (#50 på Billboard Hot 100, #15 på Billboard Hot R&B/Hip-Hop Songs, #13 på Billboard Hot Rap Songs)
- 2003 - Tonight
- 2004 - My Hood
- 2004 - What's That Sound